# JaSST
JaSST(じゃすと、英: Japan Symposium on Software Testing)は日本各地で開催されるソフトウェアテストのシンポジウムである。NPO法人ASTER(ソフトウェアテスト技術振興協会)が主体となって運営されている。特に年一回東京で開催されるJaSST Tokyoは日本国内最大のソフトウェアテストのシンポジウムとして知られる。

## 概要
JaSSTはソフトウェアテストに関連した研究・事例発表や、ワークショップ・講演を行うシンポジウムである。現在では東京、大阪、東海、北海道、九州、新潟等、日本各地で開催されている。形式は地域によって特色があり、シンポジウム形式を取るものから、ワークショップ重視のものもある。

## JaSST Tokyo
JaSST Tokyoは、東京で開催されるソフトウェアテストをキーワードとしたシンポジウムである。2003年のJaSST'03から年一回東京で開催されている。研究発表、事例発表、ワークショップ、チュートリアル等を行うほか、2004年からは基調講演として世界的に著名な専門家による講演の場を設けている。年々規模を拡大し、現在ではソフトウェアテストに関するシンポジウムとしては国内最大規模を誇るようになっている。

## 歴史
JaSSTは2003年に東京で開催されたJaSST'03より始まる。JaSST'03は西康晴が運営するTEF（Testing Engineer's Forum: ソフトウェアテスト技術者交流会）のメーリングリストで検討が進められ、古川善吾、秋山浩一、大西建児、榊原彰ら著名な技術者・研究者が中心となって実行委員が結成された。
以後有志の実行委員により年一回開催が行われるようになったほか、2005年からJaSST in Osaka、2006年からはJaSST in Sapporoと日本各地で地方JaSSTが開催されるようになった。
2006年からは西康晴によりASTER(ソフトウェアテスト技術振興協会)が発足され、継続的にJaSSTを主催するようになっている。